# قانون تله
قانون تَلِه (Finagle's law) نوعی برداشت غیر علمی از قانون مورفی است. قانون تله (به معنی دام یا فریب) به این عبارت است:
اگر بدترین زمان خراب شدن برای چیزی وجود داشته باشد، همان زمانی است که خراب می‌شود. یا اگر چیزی امکان خراب شدن داشته باشد، درست زمانی خراب می‌شود که بدترین زمان است.